# Jaunpiebalga
Jaunpiebalga è un comune della Lettonia di 2.721 abitanti. Il centro capoluogo contava una popolazione di 1.289 abitanti nel 2006.

## Geografia antropica

### Suddivisioni amministrative
Il comune è formato dalle seguenti unità amministrative:
- Jaunpiebalga (sede comunale)
- Zosēni